# فريق ايرو سوبر باتيك
فريق ايرو سوبر باتيك للاستعراض الجوي. (بالإنجليزية: AeroSuperBatics)‏. هو فريق استعراض جوي بريطاني.

## التاريخ
ايرو سوبر باتيك المحدودة هو فريق الأكروبات الهوائية والجناح البريطاني. واعتبارًا من عام 2011 ، أداؤهم كعارضين لشركة Breitling Wingwalkers إثر اتفاقية رعاية مع شركة صناعة الساعات السويسرية بريتلينغ. وقد قاموا سابقاً بلعب فريق Team Guinot ، وفريق عرض The Utterly Butterlys وفريق عرض Crunchie Flying Circus وفقاً لمقدميهم في ذلك الوقت.
تأسس فريق ايرو سوبر باتيك في عام 1989 من قبل فيك نورمان، وهو طيار رائد في مجال الطيران. وهي تشغل أربع طائرات بوينج موديل 75 من طراز بوينج وتوظف خمس طيارين. تتكون عروض الفريق من طائرتين أو أربع طائرات تجريان المناورات البهلوانية في حين أن اللاعبات الرياضيات، اللاتي يعلقن على منصب فوق الأجنحة، ينخرطن في الألعاب البهلوانية.